# Болинг (Тексас)
Болинг (енгл. Boling) насељено је место без административног статуса у америчкој савезној држави Тексас.

## Демографија
По попису из 2010. године број становника је 1.122.
| Група             | 2000.    | 2010.       |
| Белци             | 0 (0,0%) | 377 (33,6%) |
| Афроамериканци    | 0 (0,0%) | 85 (7,6%)   |
| Азијати           | 0 (0,0%) | 2 (0,2%)    |
| Хиспаноамериканци | 0 (0,0%) | 659 (58,7%) |
| Укупно            | 0        | 1.122       |